# Philipp Joseph zu Salm-Kyrburg

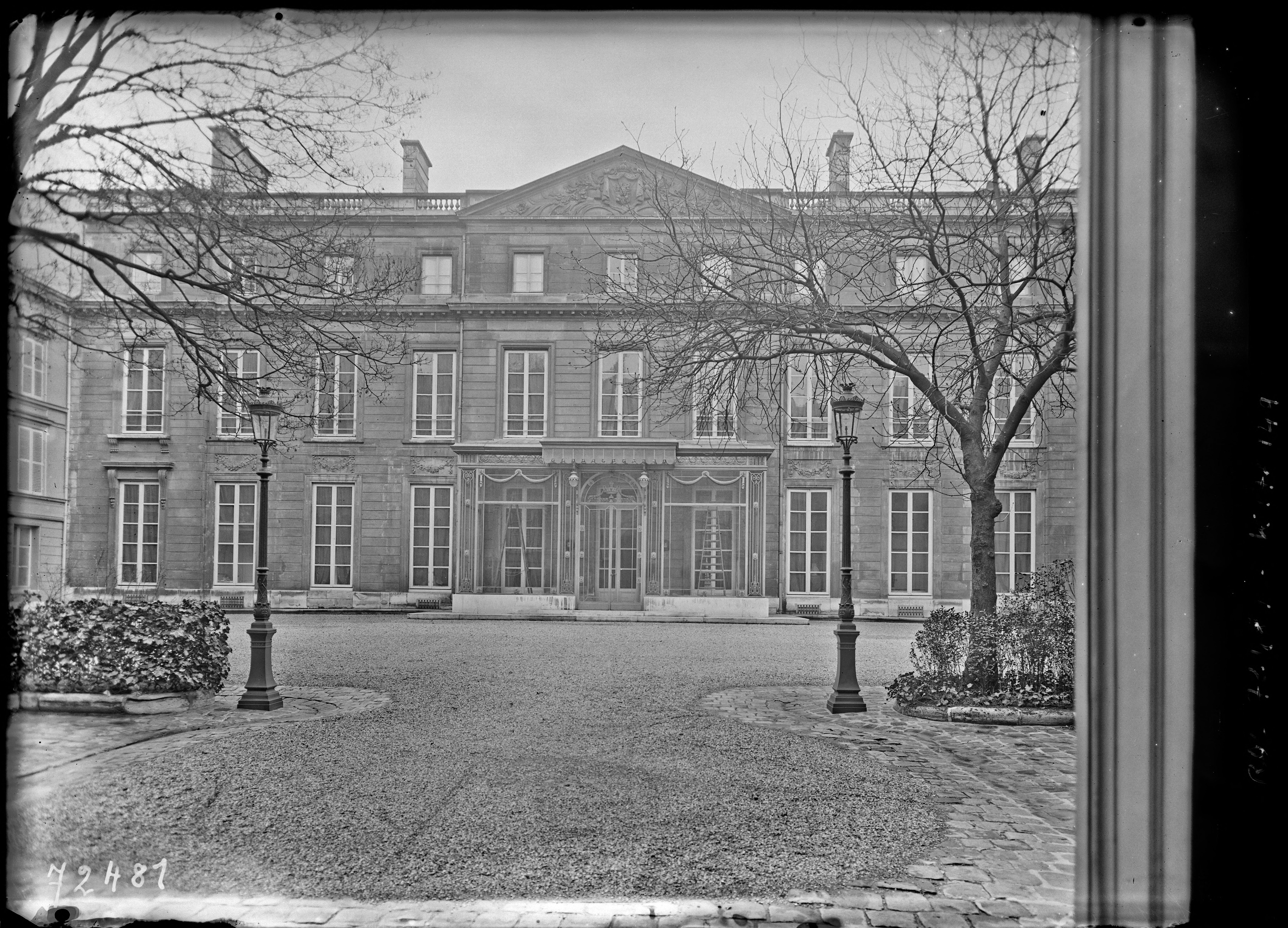
Hôtel de Broglie – Rue de Varennes 73, Paris, VII. Arrondissement – Sterbehaus des Fürsten

Philipp Joseph Anton Fürst zu Salm-Kyrburg, auch Philipp Joseph zu Salm-Neufville-Leuze (* 21. Juli 1709; † 7. Juni 1779 in Paris), war der 2. Fürst von Salm-Kyrburg und als solcher ein Reichsfürst im Heiligen Römischen Reich.

## Leben
Philipp Joseph, Spross der obersalmischen Linie des Adelsgeschlechts Salm, war ein Enkel des Generals Karl Florentin zu Salm sowie einer von zwei Söhnen des Wild- und Rheingrafen Heinrich Gabriel zu Salm-Kyrburg (auch Salm-Leuze, 1674–1716) und der Marie Thérèse de Croÿ (1678–1713), der Tochter des Philippe François Albert de Croÿ, marquis de Warneck (1645–1710). Mit 15 Jahren schrieb er sich in ein österreichisches Infanterie-Regiment ein. Am 12. August 1742 heiratete er seine Nichte Maria Theresia Josepha von Horn (1725–1783), die Erbtochter von Maximilian Emanuel III. (1695–1763), des letzten Reichsfürsten von Horn, nach dessen Tod Philipp Joseph den Titel eines Fürsten von Hornes und Overisque annahm. Das Paar lebte überwiegend in Wien und Paris, wo Philipp Joseph wegen der ihm zugeschriebenen Eitelkeit als „der schöne Fürst“ oder „der schöne Rheingraf“ betitelt wurde. 1740 wurde er als Ritter in den Orden des Weißen Adlers aufgenommen. Die Kaiserin Amalia ernannte ihn zum Kammerherrn.
Am 21. Februar 1743 wurde er neben seinem älteren, unverheiratet bleibenden Bruder Johann Dominik Albert zu Salm-Kyrburg, mit dem er die Herrschaft über die ererbten und erheirateten Territorien gemeinsam ausübte, von Kaiser Karl VII. in den Reichsfürstenstand erhoben. Auf dem Reichstag zu Regenburg teilten sich die Brüder – alternierend mit ihrem Cousin Nikolaus Leopold zu Salm-Salm – ab 1738 die salmische Virilstimme im Reichsfürstenrat, die nach der 1623 erfolgten Fürstung Philipp Ottos zu Salm seit 1654 bestand.
Mit Nikolaus Leopold zu Salm-Salm, den dessen Schwiegervater Ludwig Otto zu Salm zunächst zum Erben seiner Territorien bestimmt hatte, einigten sich die Brüder 1744 vertraglich auf eine Teilung dieser Erbmasse, wonach Nikolaus Leopold die Grafschaft Salm in den Vogesen und die Herrschaft Vinstingen erhielt, sie selbst das Oberamt Kyrburg. Diese Teilung führte zur Entstehung der Linien Salm-Salm und Salm-Kyrburg. Namensgebend für Letztere war die Kyrburg, die letzte befestigte Burg an der Nahe, die 1734 im Zuge des Polnischen Thronfolgekriegs von französischem Militär zerstört wurde, ehe die vom Fürsten zu Salm erwirkte Gegen-Ordre Ludwigs XV. eintraf. In seiner Linie des Adelsgeschlechtes Salm führte Philipp Joseph am 20. Juni 1747 das Erstgeburtsrecht ein.

## Nachkommen

Augusta Frederika Wilhelmina Ernestine zu Salm-Kyrburg (1747–1822) als Herzogin von Croÿ, Gemälde von Élisabeth Vigée-Lebrun, 1781, Schwedisches Nationalmuseum

Aus der Ehe mit Maria Theresia Josepha von Horn, der Tochter seiner Schwester Henriette Thérèsia Norbertine zu Salm-Kyrburg (1711–1751), gingen zehn, darunter sechs das Erwachsenenalter erreichende Kinder hervor, drei Töchter und drei Söhne:
- Marie Maximiliane Louise Françoise zu Salm-Kyrburg (1744–1790) ⚭ 1763 Jean Bretagne Charles de La Trémoille, 6. Herzog de La Trémoille, 5. Herzog von Thouars
- Friedrich III. Johann Otto Franz Christian Philipp Fürst von Salm-Kyrburg (1745–1794) ⚭ 1781 Johanna Franziska von Hohenzollern-Sigmaringen
- Augusta Frederika Wilhelmina Ernestine zu Salm-Kyrburg (1747–1822) ⚭ 1764 Anne Emmanuel von Croÿ, 8. Herzog von Croÿ, Fürst von Solre und Reichsfürst
- Louis Joseph Ferdinand zu Salm–Kyrburg (1753–1774)
- Amalie Zephyrine von Salm-Kyrburg (1760–1841) ⚭ 1782 Anton Aloys Fürst von Hohenzollern-Sigmaringen
- Moritz Gustav Adolph zu Salm-Kyrburg (1761–1813) ⚭ 1783 Christiana Maria Louise Gräfin von Wartenberg (1758–1821)